# Colpotrochia veriga
Colpotrochia veriga är en stekelart som beskrevs av Ian D. Gauld och Sithole 2002. Colpotrochia veriga ingår i släktet Colpotrochia och familjen brokparasitsteklar. Inga underarter finns listade i Catalogue of Life.